# Красноводська область
Красново́дська о́бласть — колишня адміністративно-територіальна одиниця в Туркменській РСР, що існувала в 1939—1947, 1952—1955 та 1973—1988 роках. Адміністративним центром було місто Красноводськ.
В серпні 1988 року адміністративні райони області були передані в безпосереднє підпорядкування республіканським органам Туркменської РСР.